# Saint-Cernin-de-l'Herm
Saint-Cernin-de-l'Herm é uma comuna francesa na região administrativa da Nova Aquitânia, no departamento Dordonha. Estende-se por uma área de 15,86 km². Em 2010 a comuna tinha 235 habitantes (densidade: 14,8 hab./km²).